# متحف أندريه شيبتسكي الوطني في لفيف
متحف أندريه شيبتسكي الوطني في لفيف (بالأوكرانية: Національний музей у Львові імені Андрея Шептицького) أو متحف لفيف الوطني (Націона́льний музе́й у Льво́ві)، هو أحد أكبر المتاحف في أوكرانيا، وهو مخصص للثقافة الأوكرانية في جميع مظاهرها. أسسه المطران أندريه شيبتسكي [الإنجليزية] في 1905 وكان يعرف في الأصل باسم متحف لفوف الكنسي قبل أن يحمل اسم شيبتسكي.

## تاريخه
تبرع المؤسس بحوالي 10000 قطعة للمتحف وجمع الأموال اللازمة لصيانته. وجرى شراء فيلا فخمة على الطراز الباروكي الجديد لإيواء المجموعات.
تغير اسم المتحف إلى متحف لفيف للفن الأوكراني بعد الحرب العالمية الثانية. وزادت مجموعته بإضافة عدد من المعروضات المصادرة من متاحف لفيف الأخرى. أصبحت مقتنيات المتحف من الرموز والفنون الشعبية الأوكرانية الأكبر في البلاد بحلول أواخر القرن العشرين.
يشغل المتحف الوطني حالياً المبنى المزخرف لمتحف لفيف الصناعي السابق، والذي كان يضم متحف لينين في العهد السوفيتي. ترتبط مجموعة من المنازل التذكارية ومتحف سوكالشينا في تشيرفونوهراد [الإنجليزية] بالمتحف الوطني.
أُجليت المقتنيات من العرض خلال الغزو الروسي لأوكرانيا 2022 لأجل سلامتها؛ شمل ذلك الحاجز الأيقوني لبوهرودتشاني. وقد وصفت أمينة الكتب والمخطوطات، آنا نوروبسكا، أهمية المجموعات قائلةً: «إنها قصتنا. إنها حياتنا. وهي هامة جداً بالنسبة لنا».

## المجموعة المتحفية
تضم مجموعة المتحف حالياً أكثر من 100.000 عنصر، تمثل تقاليد عمرها قرون حول تطور الفن والثقافة الوطنية الأوكرانية. وللمتحف أربعة معارض دائمة: «الفن الأوكراني القديم» و«فن القرن التاسع عشر إلى بداية القرن العشرين» و«الفن الأوكراني في القرن العشرين» و«الفن الشعبي»، بنحو 1800 قطعة. كما يستضيف المتحف معارض مؤقتة.
يضم المتحف أكبر وأروع مجموعة من الفن الأوكراني المقدس خلال القرنين الثاني عشر والثامن عشر، بما في ذلك 4000 أيقونة ومنحوتة ومخطوطة (بما في ذلك إنجيل هوروديش أو بوشاك)، وما إلى ذلك. تعد أيقونات القرنين الرابع عشر والثامن عشر الأكثر تمثيلاً في مجموعة المتحف ومعظمها من غرب أوكرانيا. من المعروف أن إيلاريون سويكي جاء إلى قرية مشانيتس، في بويكيفشتشينا [الأوكرانية]، ليأخذ بنفسه بعض الرموز القديمة من كنيسة ميلاد السيدة العذراء إلى المتحف.
يتمثل عصر النهضة الأوكرانية وعصر الباروك في أعمال إيفان روتكوفيتش [الإنجليزية] (بالحاجز الأيقوني لجوفكفا في القرن السابع عشر) وجوف كوندزيليفيتش (الحاجز الأيقوني لبوغورودتشانسكي، 1698-1705).
توجد مجموعة ثمينة من المطبوعات الأوكرانية من القرنين السابع عشر إلى الثامن عشر (حوالي 1000 قطعة).
يحتوي المتحف على لوحات لفنانين مثل يوهان جورج بينسل [الإنجليزية]، إيفان روتكوفيتش [الإنجليزية]، سيرهي فاسيلكيفسكي [الإنجليزية]، أنتين ماناستيرسكي [الإنجليزية]، إيفان تروش [الإنجليزية]، أولينا كولشيتسكا [الإنجليزية]، ميخايلو بويتشوك [الإنجليزية]، جاكيو هنيزدوفسكي [الإنجليزية]، أوليكسا هريشتشينكو [الإنجليزية]، ليوبوسلاف هوتساليوك [الإنجليزية]، فاسيل كريشيفسكي، ميخايلو فيليفيتش [الأوكرانية]، جوزيفات إغناسي لوكاسيفيتش [الإنجليزية]، بيوتر إليتش بيلان [الإنجليزية]، أوليكسا نوفاكيفسكي [الإنجليزية]، أولكسندر موراشكو [الإنجليزية] وتاراس شيفتشينكو وآخرين.
يحتوي المتحف الوطني في لفيف أيضاً على عدد من المخطوطات المهمة، بعضها نادر جداً مثل منشورات كراكوف لشويبولت فيول [الإنجليزية] (1491-1493)، ومطبوعات براغ وفيينا بقلم فرانسيسك سكارينا، وتقريباً جميع منشورات إيفان فيدوروف.

## المؤسسات
تضم المؤسسة العلمية والفنية للمطران أندريه شبينتسكي:
- متحف أولينا كولشيتسكا التذكاري للفنون، لفيف
- متحف أوليكسا نوفاكيفسكي التذكاري للفنون، لفيف
- متحف ليوبولد ليفيتسكي التذكاري للفنون، لفيف
- متحف ميخايلو بيلاس للفنون، تروسكافيتس
- متحف إيفان تروش التذكاري للفنون، لفيف
- متحف سوكالشتشينا للفنون، تشيرفونوهراد
- متحف بويكيفشتشينا للفنون، سامبير [الإنجليزية]

## معرض الصور

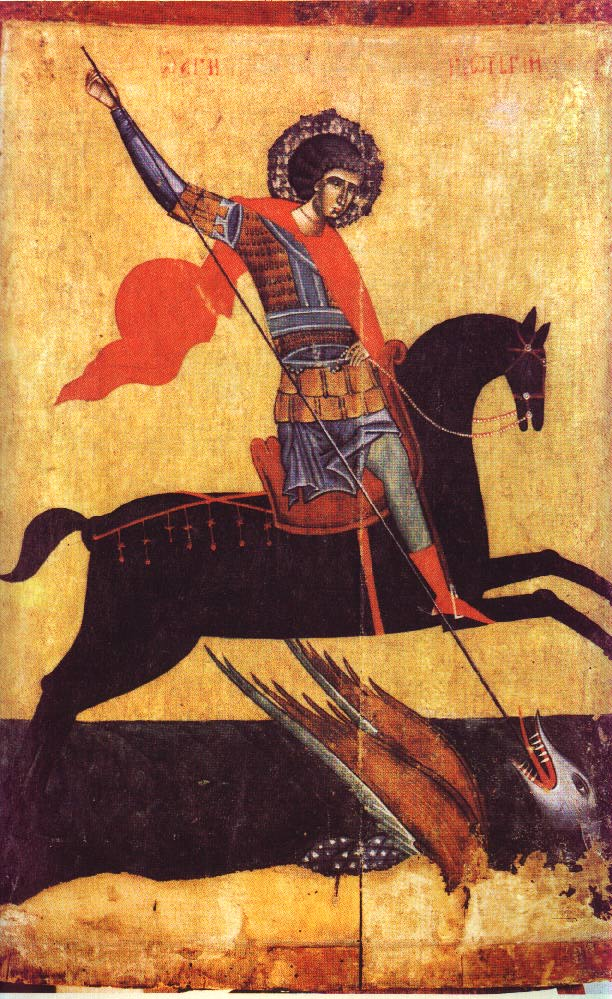
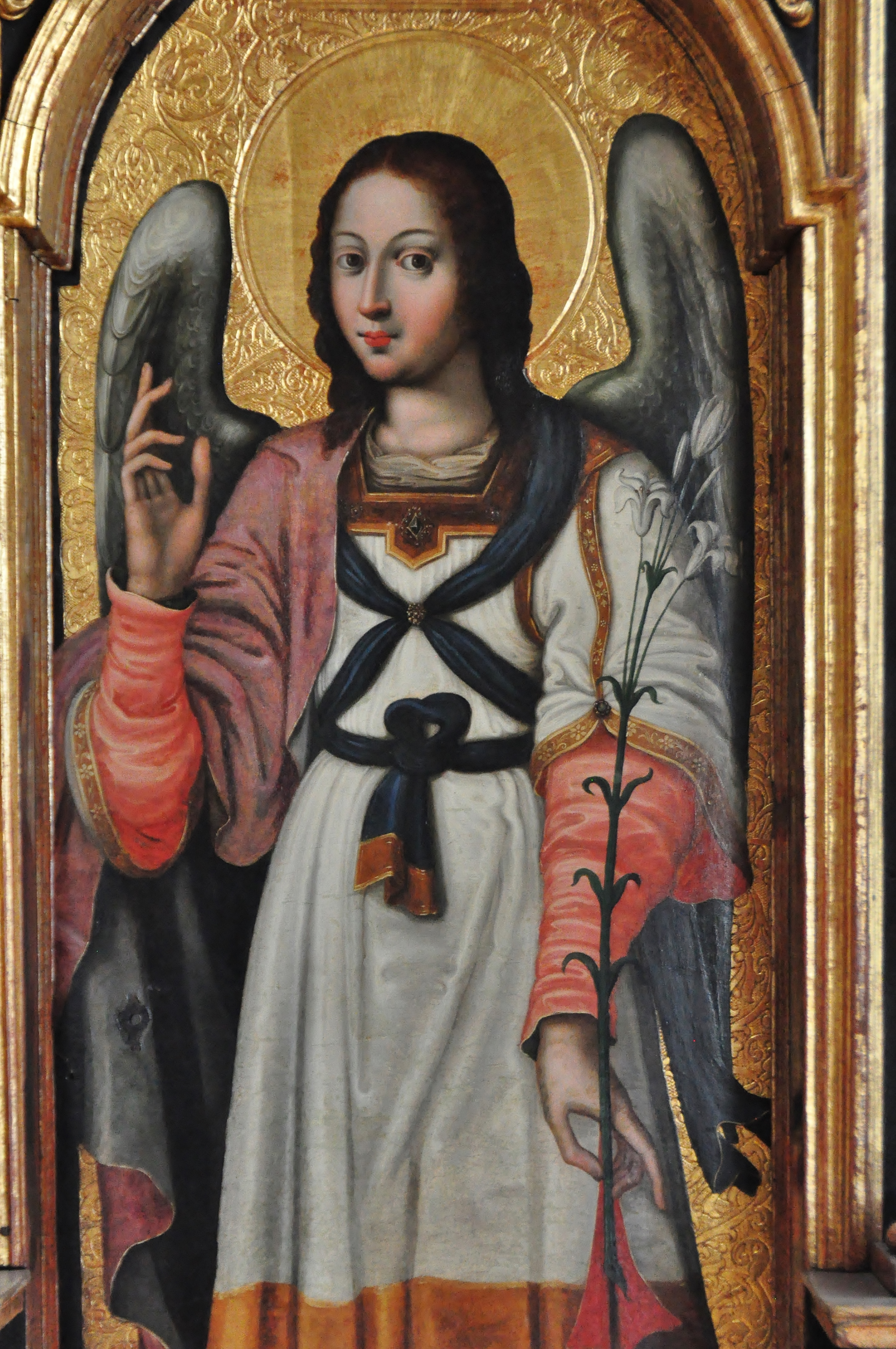
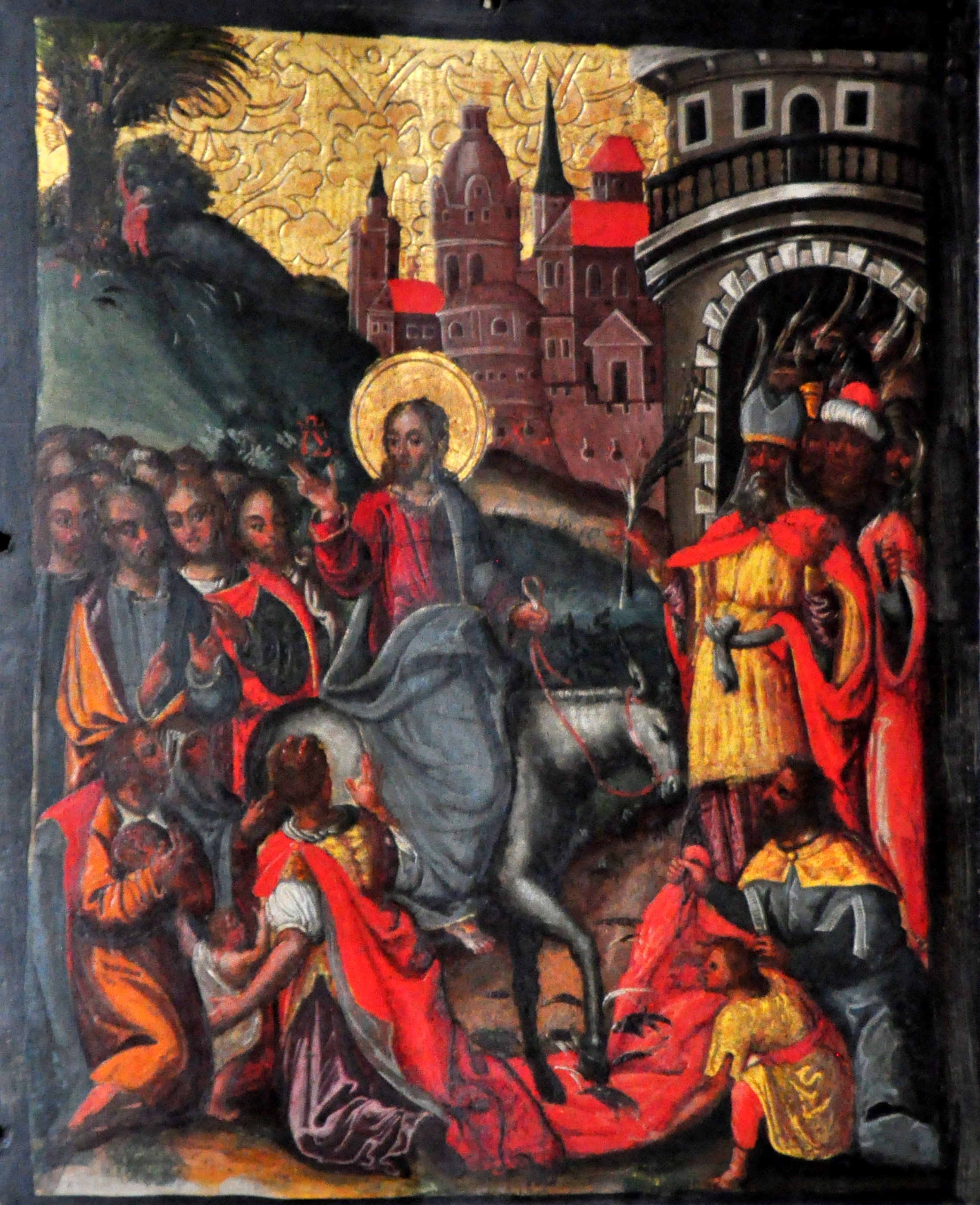
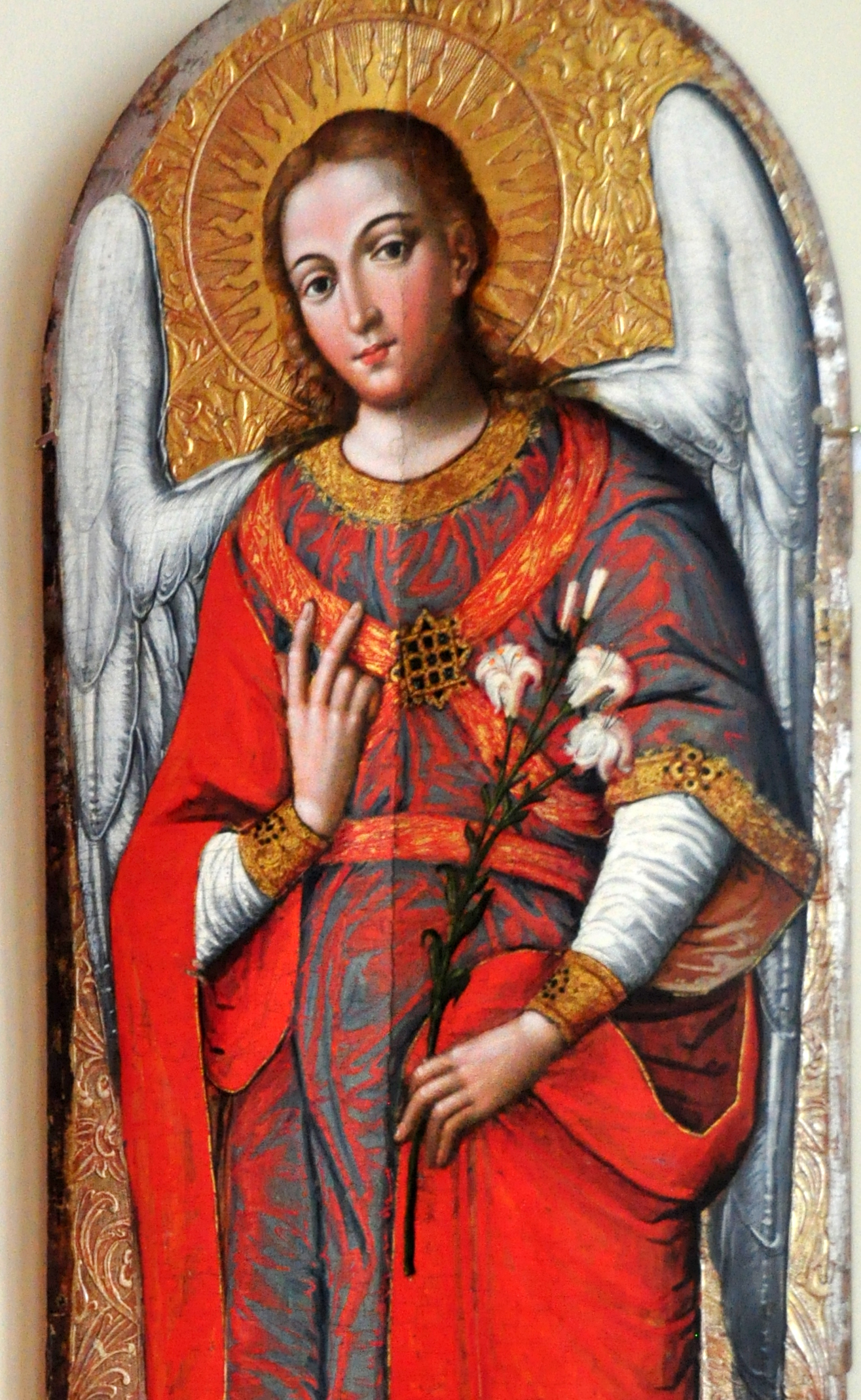
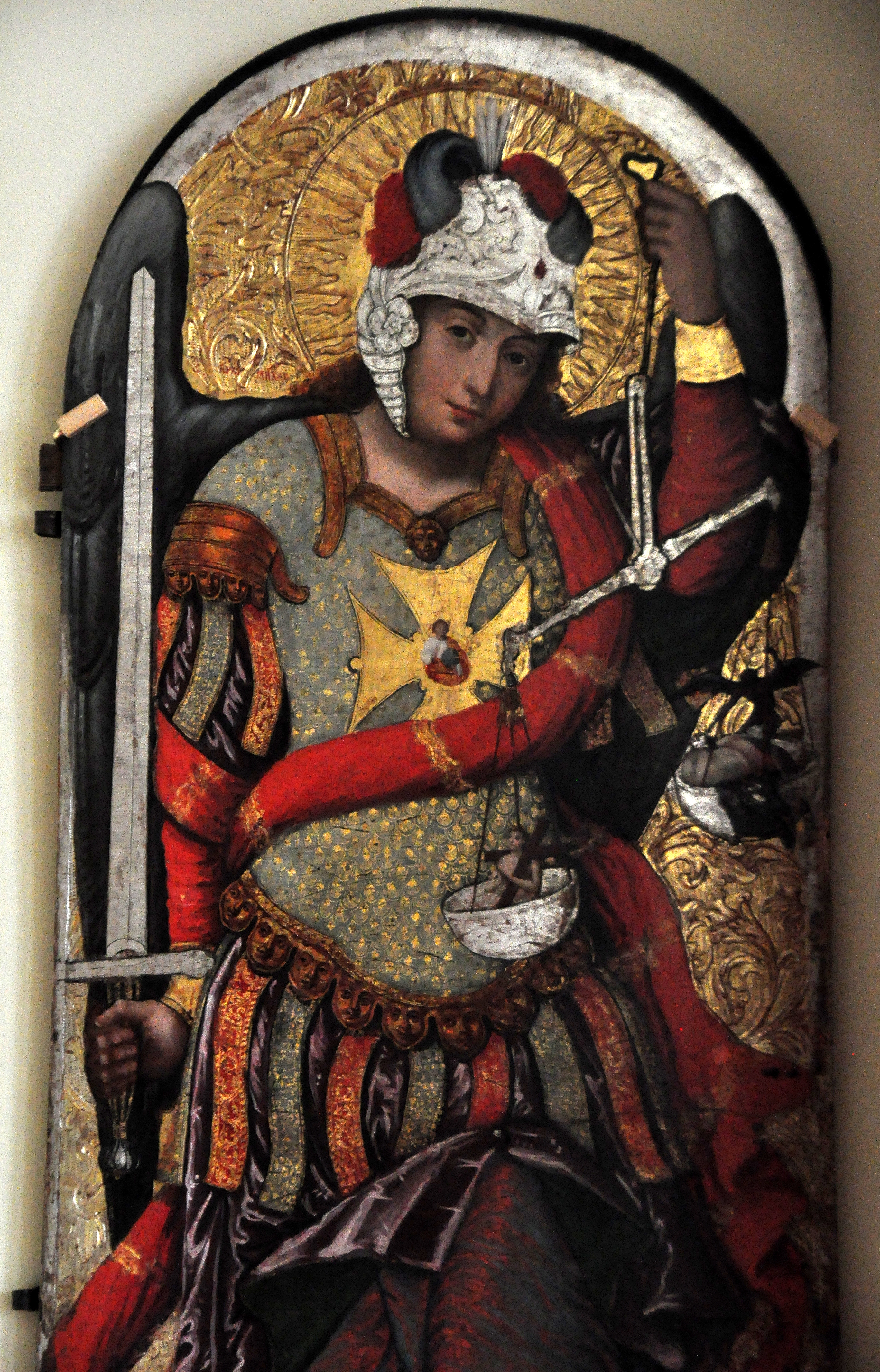

## وصلات خارجية
- Sofiia Yaniv. National Museum in Internet Encyclopedia of Ukraine